# 朱健鈞
朱健鈞（英語：Mickey Chu Kin Kwan，1974年4月25日—），香港男演員及模特兒，曾為無綫電視及亞洲電視旗下藝人。

## 履歷
朱健鈞生於香港後，是家中么子，有一個比他年長一歲的姊姊，從小在屯門長大，「健鈞」一名寓意健康成長兼才華出眾，由任職商人的父親所改。他曾就讀佛教沈香林紀念中學，中五畢業（曾重讀一年、應試兩次）後一時貪玩，參加《第一屆寶麗金卡拉OK模特兒大賽》且獲得季軍，得到寶麗金唱片公司高層賞識和建議，自費跟隨戴思聰學習唱歌一年；不久再經製作公司（為該模特兒大賽勝出者拍攝音樂錄像）鼓勵下，去到無綫電視替以溫拿樂隊為藍本的劇集《少年五虎》試鏡（阿倫阿 B 招募行動），憑其酷似譚詠麟年輕時的外貌，以新人身份擔演劇中「譚鉅倫」一角而受到注目，簽了五年藝員合約，並奪得1994年《第四屆壹電視大獎》的「最佳新人獎」。那時「玫瑰王子」邰正宵認為他相貌不俗，有意邀約到台灣發展，卻因中間人擺烏龍，誤將正被無綫電視雪藏的鍾漢良當作他而帶去見面，使其失去原有的機會，造就鍾漢良日後在中台兩地走紅。
1990年代中期，接觸電視圈發展得不太順利，只能演出一些戲份不多的角色，朱健鈞後來在1999到2001年左右曾主動向無綫電視後解約，不斷接拍馬來西亞製作的錄影帶，以及進修演技，至2004年便正式離開無綫。2007年，他選擇正式轉投亞洲電視，並又成為合約男藝員，一年後（2008年），朱健鈞與亞洲電視的結束合約，開始淡出娱乐圈。2011年，他透過鍾漢良介紹，一同拍攝改編劇集《一觸即發》，繼而長駐內地，偶爾亦會回港客串電影及電視劇；2019年應監製陳志江邀請，重返無綫電視客串演出《逆天奇案》。另外，他於1993-1994年間參演無綫處境劇《開心華之里》時認識胡楓，更經廖啟智刻意撮合，與對方上契為第十一個乾兒女（共十五名；第十二、十三及十五個均是圈外人）；為人頗低調，跟鍾漢良、吳奇隆等交情匪淺，常保持聯絡。

## 演出作品

### 電視劇

#### 無綫電視
- 1993年：《少年五虎》（飾演：譚鉅倫）
- 1994年：《開心華之里》（飾演：楊滿月）
- 1995年：《包青天之弒父奇案》（飾演：雲曉白）
- 1995年：《邊緣故事》（飾演：邦）
- 1995年：《廉政英雌之火槍柔情》（飾演：徐正安（Stephen））
- 1995年：《新同居關係》（飾演：梁立志）
- 1997年：《圓月彎刀》（飾演：荊無命）
- 1999年：《命轉情真》（飾演：小鬼司爺）
- 1999年：《金玉滿堂》（飾演：小初子）
- 2000年：《無業樓民》（飾演：Charles）
- 2000年：《妙手仁心II》（飾演：李若愚）
- 2000年：《京城教一》（飾演：方丈）
- 2001年：《美味情緣》（飾演：助廚）
- 2001年：《封神榜》（飾演：姜環）
- 2001年：《皆大歡喜》（飾演：阿旺）
- 2001年：《勇探實錄》（飾演：趙志豪）
- 2002年：《撲水冤家》（飾演：大義）
- 2002年：《鄭板橋》（飾演：鄭墨）（海外首播）
- 2003年：《衛斯理》（飾演：小展）
- 2004年：《廉政行動2004》（飾演：Joe）
- 2004年：《青出於藍》（飾演：郭志勤）
- 2021年：《逆天奇案》（飾演：胡家树）

#### 馬來西亞
- 1998年：《星輝閃閃OFF-LINE》

#### 香港電台電視部
- 2003年：《非常平等任務》（飾演：阿棠）
- 2009年：《毒海浮生》（飾演：訓導主任）

#### 亞洲電視
- 2007年：《靈舍不同》（飾演：溫文濤）
- 2008年：《十六不搭喜趣來》（飾演：韓源志）
- 2008年：《今日法庭》
  - 單元：《消防員殺人勒索》（飾演：警察）
  - 單元：《消防員殺人勒索2》（飾演：警察）
  - 單元：《正義之師》（飾演：學生資助辦事處主任）
  - 單元：《失明保險騙案》（飾演：失明騙徒）
  - 單元：《失明保險騙案2》（飾演：失明騙徒）

#### 中國大陸
- 2005年：《春蠶織夢（歡樂桑田）》（飾演：陳家寶）
- 2011年：《一觸即發》（飾演：夏躍春院長）
- 2017年：《孤芳不自賞》（飾演：晉太尉謝恒）

### 電影
- 1995年：《那有一天不想你》（飾演：朱亞仔）
- 1996年：《玩火》（飾演：三八仔）
- 2014年：《硬漢奶爸》（飾演：何冉丈夫）
- 2015年：《華麗上班族》（飾演：沈凱）
- 2015年：《陀地驅魔人》（飾演：戀童癖社工）
- 2016年：《三人行》（飾演：周仲鈞）

#### 電視電影
- 1995年：《夜之女》（飾演：達）（無綫電視電影）
- 2003年：《熱血追擊》（飾演：輝手下）（無綫電視電影）

### 電視節目

#### 無綫電視
- 1995年：《小小大整蠱》
- 1995年：《康泰最緊要好玩之南非、津巴布韋特輯》
- 1996年：《寰宇風情 瑞士特輯》
- 1998年：《海陸暢遊鬥多FUN》
- 1999年：《新華旅遊反斗俱樂部：紐西蘭》
- 1999年：《新華旅遊反斗俱樂部：台灣》
- 2000年：《永安旅遊話你知－點解廣東咁好玩》
- 2000年：《永安旅遊話你知－點解澳洲咁好玩》
- 2001年：《永安旅遊話你知－點解馬來西亞咁好玩》
- 2002年：《星晨旅遊泰國真程趣》
- 《情迷地中海》
- 《北美點解咁好玩》
- 2012年：《人生80勁楓SHOW》
- 2015年：《明星愛廚房》

#### 台灣電視
- 1997年：《綜藝星期天》之龍兄虎弟

#### 亞洲電視
- 2008年：《方草尋源III》

### 音樂錄像
- 1992年：Beyond《無語問蒼天》
- 1992年：黎瑞恩《雨季不再來》
- 1992年：張學友《日出時讓戀愛終結》
- 1993年：Beyond《命運是你家》
- 1996年：鍾漢良《一千種不放心》

### 廣告
- 麗星郵輪雙魚星號

### 其他
- 藝能唱片公司主辦台語歌比賽表演嘉賓（高雄）
- 小城巨星挑戰賽表演嘉賓
- 油尖區交通安全青年大使
- 沙田區交通安全青年大使

## 外部連結
- 朱健鈞在香港影庫上的簡介